# John Dill
John Greer Dill (25 de diciembre de 1881 – 4 de noviembre de 1944) fue un oficial del Ejército Británico con servicio tanto en la Primera Guerra Mundial como la Segunda Guerra Mundial. Desde mayo de 1940 a diciembre de 1941 fue el Jefe de la Plana Mayor Imperial, la cabeza Ejército Británico, y posteriormente en Washington D. C., como Jefe de la Misión de Personal de Junta británica y entonces Representante británico  en el Departamento Combinado de Oficiales (CCS), desempeñó una función significativa durante la Segunda Guerra Mundial en la formación de la "Relación Especial" entre el Reino Unido y los Estados Unidos.

## Primeros años
Nacido en Lurgan, Condado de Armagh, Irlanda en 1881, su padre era el director del banco local y su madre era una Greer de Woodville, Lurgan. Siempre se le inculcó para una vida de servicios, Dill estudió en la Universidad de Belfast, la Universidad de Cheltenham y la Real Academia Militar de Sandhurst.

## Carrera militar
En 8 de mayo de 1901 fue asignado como teniente segundo del 1.º batallón del Regimiento Leinster y apostado en Sudáfrica para la segunda guerra bóer. Después del fin de la guerra en junio de 1902, Dill dejó Ciudad del Cabo con otros hombres de su batallón a bordo del SS Englishman a finales de septiembre de 1902 para llegar al mes siguiente a Southampton, donde fueron ubicados en Fermoy. 
Dill fue nombrado asistente del regimiento el 15 de agosto de 1906, anteriormente habiendo sido ayudante del anterior asistente de 1902. Fue ascendido a capitán el 12 de julio de 1911, fue secundado para estudiar en la Real Academia Militar de Sandhurst de 1 de febrero de 1913, y todavía estaba allí al estallar la Primera Guerra Mundial dieciocho meses después.

### Primera Guerra Mundial
Tras servir brevemente con los oficiales del Comando Sur fue ascendido a mayor de brigada de la 25.ª Brigada (8.ª División) en Francia donde participó en la batalla de Neuve Chapelle y ganó la Orden de Servicio Señalado. Durante 1916, Dill sirvió en la Plana Mayor de la 55.ª División y Cuerpo Canadiense, antes de ser promovido a Teniente Coronel y Jefe de Oficiales (GSO1) de la 37.ª División en enero de 1917.
Fue trasladado de la Plana Mayor a los cuarteles generales en octubre de aquel año, inicialmente como parte de la Sección de Entrenamiento pero pronto fue trasladado a la Sección de Operaciones. Para el final de la guerra ya era un general de brigada y había sido mencionado en los despachos ocho veces.
Para la primavera de 1918 era Cabeza de Operaciones en el cuartel general, una promoción importante después del despido de muchos de los altos funcionarios del mariscal de campo Sir Douglas Haig tras  la Batalla de Cambrai (1918). Fue nombrado compañero de la Orden de San Miguel y San Jorge. También recibió una serie de condecoraciones extranjeras para su servicio, incluido el Oficial de la Legión de Honor, la Croix de guerre francesa, el Comandante de la Orden de la Corona de Bélgica, el Oficial de la Orden de la Corona de Rumania.

### Entre las guerras
Después de la guerra se ganó la reputación de instructor talentoso. En el Honores de Año Nuevo de 1928  fue nombrado Compañero de la Orden del Baño (CB). En 1929 fue asignado a India y en 1930 fue promovido a mayor general antes de regresar a la Academia de Oficiales (de hecho es su tercera vez, pero esta vez como comandante) y a la Oficina de Guerra como director de Acciones de guerra e Inteligencia, manteniendo el puesto hasta el 1 de septiembre de 1936. Junto a sus otros cargos, fue designado para el papel en gran parte honorario de coronel del Regimiento de East Lancashire el 24 de diciembre de 1932, un cargo que ocupó hasta su muerte.

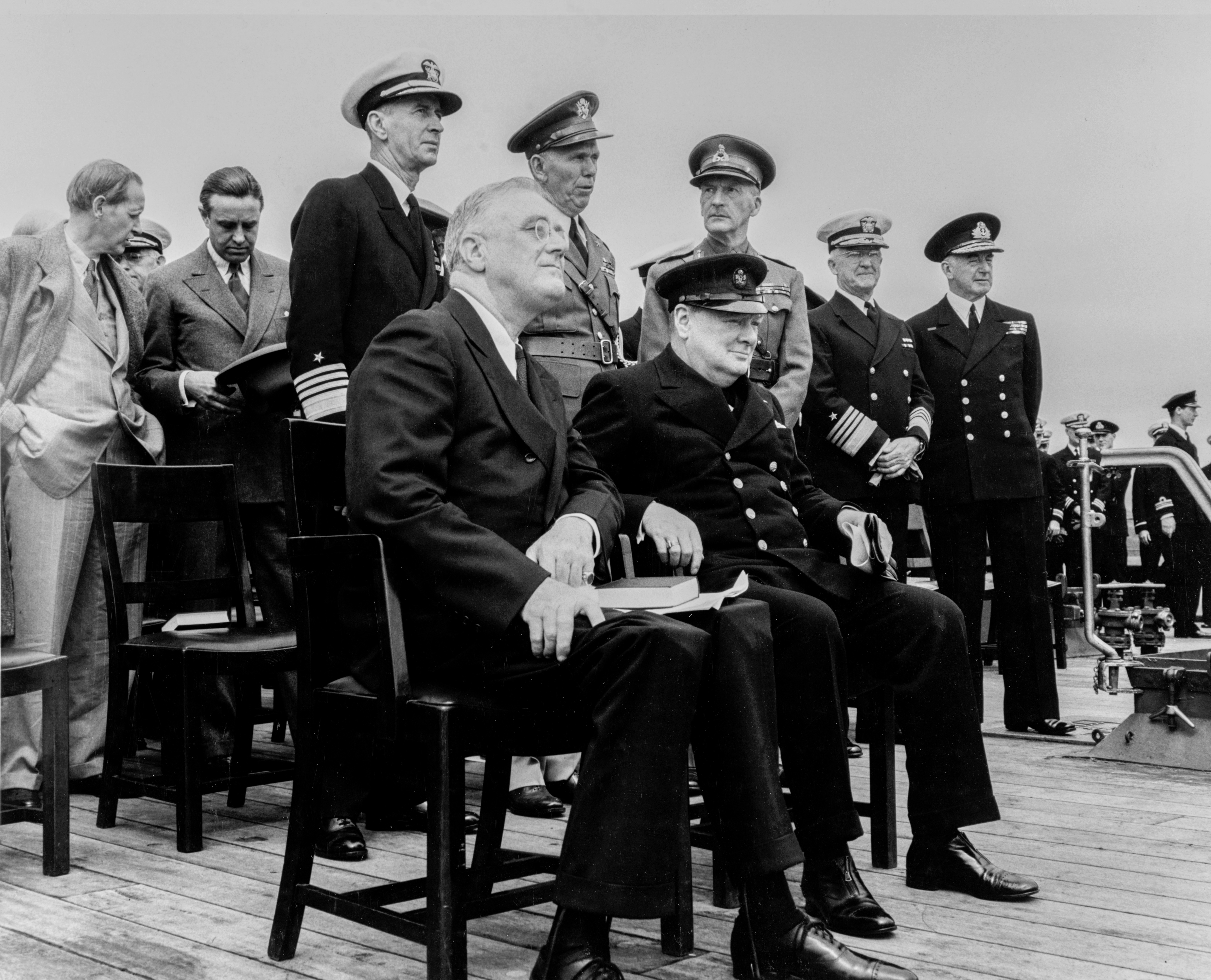
El general Dill en la Conferencia Atlántica a bordo del ' en 1941 (tercero por la derecha en segunda fila/sentado directamente debajo, Churchill).

Siguiendo su servicio en la Plana Mayor, Dill fue enviado a Palestina, durante la revuelta árabe de Palestina, donde le nombraron Oficial General Comandante (GOC) de las fuerzas británicas en Palestina el 8 de septiembre de 1936, manteniendo el puesto hasta que 1937. Fue nombrado caballero en los honores de coronación de 1937 con su ascenso a Caballero Comandante de la Orden del Baño (KCB), y luego fue nombrado Oficial General de la Comandancia Aldershot. El mismo año le entrevistó Leslie Hore-Belisha, Secretario de Estado de Guerra, para el puesto de Jefe de la Plana Mayor Imperial, pero salió perdiendo frente a John Gort, quien era casi cinco años más joven que él.

### Segunda Guerra Mundial
Al estallar la Segunda Guerra Mundial, esperaba ser nombrado Comandante en Jefe de la Fuerza Expedicionaria Británica, pero el puesto nuevamente fue para Gort. La vacante resultante como Jefe del Estado Mayor Imperial fue ocupada por Sir Edmund Ironside, dejando a Dill para ser finalmente nombrado comandante del I Cuerpo en Francia el 3 de septiembre de 1939. Fue ascendido a general el 1 de octubre de 1939 (la antigüedad data del 5 de diciembre de 1937).
Al regresar al Reino Unido en abril de 1940, Dill fue nombrado subjefe del Estado Mayor Imperial (y miembro del Consejo del Ejército), bajo Ironside, por el entonces primer ministro Neville Chamberlain. El 27 de mayo de 1940, después de que Chamberlain fuese reemplazado por Churchill, Dill reemplazó a Ironside como CIGS.
Ante la posibilidad de una invasión alemana, Dill creó un memorándum el 15 de junio defendiendo el uso de armas químicas contra un desembarco enemigo. A pesar de que iniciar una guerra química destruiría la alianza con los Estados Unidos y habría una represalia, concluyó que «en un momento en que nuestra existencia como nación está en juego... no debemos dudar en adoptar cualquier medio que parezca ofrecer las mejores posibilidades de éxito».
Tras las críticas del Director de Defensa Nacional y otras oficinas, Dill retiró el memorándum. Pero el 30 de junio la propuesta fue respaldada en gran parte por Churchill y se ordenó que la Real Fuerza Aérea británica comenzara los preparativos para desplegar gas mostaza, aunque agregó que el gabinete debería ordenar el empleo real.
Dill fue ascendido a mariscal de campo el 18 de noviembre de 1941, pero para entonces ya estaba claro cuán mal se llevaban él y Churchill. Dill se ganó la reputación de ser poco imaginativo y obstruccionista. Deseoso de sacarlo del camino, Churchill a fines de 1941 hizo promover a Dill a Caballero Gran Cruz de la Orden del Baño (GCB) y lo envió a Washington como su representante personal, donde se convirtió en Jefe de la Misión Británica del Estado Mayor Conjunto. Dill mostró un gran talento como presencia militar diplomática. Solo en 1943 asistió a la Conferencia de Quebec, la Conferencia de Casablanca, la Conferencia de Teherán y reuniones en India, China y Brasil. También formó parte del Comité de Política Combinada creado por los gobiernos británico y estadounidense en virtud del Acuerdo de Quebec para supervisar la construcción de la bomba atómica.
En los Estados Unidos fue inmensamente importante para que el comité de Jefes de Estado Mayor, que incluía miembros de ambos países, funcionara, a menudo promoviendo la unidad de acción. Fue particularmente amable con el general George Marshall y los dos ejercieron una gran influencia sobre el presidente Roosevelt, quien describió a Dill como "la figura más importante en el notable acuerdo que se ha desarrollado en las operaciones combinadas de nuestros dos países".

## Muerte

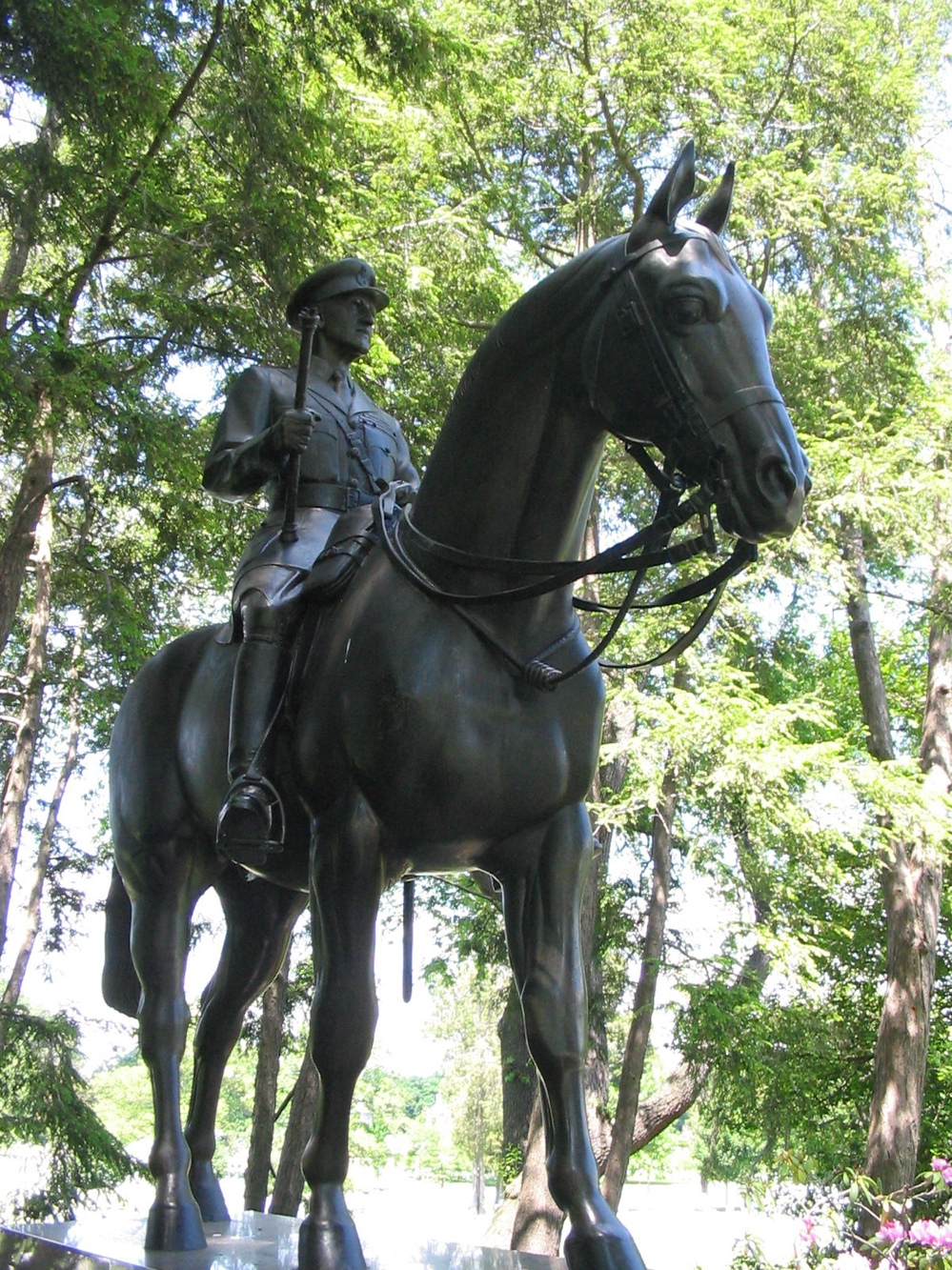
Estatua ecuestre de Sir John Dill sobre su tumba en el Cementerio Nacional Arlington.

Dill sirvió en Washington hasta su muerte por anemia aplásica en noviembre de 1944. Sus arreglos funerarios reflejaron el gran respeto y afecto profesional y personal que se había ganado. Se celebró un servicio conmemorativo en la Catedral Nacional de Washington y la ruta del cortejo estaba bordeada por unos miles de soldados, tras lo cual fue enterrado en el Cementerio Nacional de Arlington, donde se realizó un servicio simple en la tumba.  Un testigo registró que «nunca había visto tantos hombres tan visiblemente sacudidos por la tristeza. La cara de Marshall mostraba que estaba realmente afectado...». Fue profundamente extrañado por el Estado Mayor Conjunto Estadounidense, que envió un mensaje de condolencia a sus colegas británicos:

Sentimos que compartimos igualmente con ustedes la pérdida de nuestro esfuerzo de guerra combinado resultante de la muerte del mariscal de campo Sir John Dill. Su carácter y sabiduría, su devoción desinteresada a la causa aliada, hicieron su contribución al esfuerzo combinado de guerra británico-estadounidense de gran importancia. No es mucho decir que probablemente ninguna otra persona fue más responsable del logro de una cooperación completa en el trabajo de los Jefes de Estado Mayor Combinados.

... lo hemos mirado con total confianza como líder en nuestras deliberaciones combinadas. Ha sido un amigo personal de todos nosotros ...

Lloramos con usted la muerte de un gran y sabio soldado, y un gran caballero. Su tarea en esta guerra ha sido bien hecha.
Estado Mayor Conjunto Estadounidense

Recibió póstumamente la Medalla de Servicio Distinguido de los Estados Unidos en 1944 y recibió una resolución conjunta sin precedentes del Congreso de los Estados Unidos que aprecia sus servicios.  La estatua ecuestre en la tumba de Dill es una de las dos únicas en el Cementerio Nacional de Arlington, la otra es el Mayor General Philip Kearny.

## Otros
- Danchev, Alex. "Relación muy Especial: Señor de Mariscal del Campo John Eneldo y General George Marshall." En línea
- Danchev, Alex. "'Dilly-Dally', o Teniendo la Última Palabra: Señor de Mariscal del Campo John Eneldo y Primer ministro Winston Churchill." Revista de Historia Contemporánea 22.1 (1987): 21-44.
- Stoler, Mark A. (2003). Allies and Adversaries: The Joint Chiefs of Staff, the Grand Alliance, and US Strategy in World War II. Chapel Hill: University of North Carolina Press.